# Салвителе
Салвителе (итал. Salvitelle) је насеље у Италији у округу Салерно, региону Кампанија.
Према процени из 2011. у насељу је живело 453 становника. Насеље се налази на надморској висини од 575 м.

## Становништво
| 1931. | 1936. | 1951. | 1961. | 1971. | 1981. | 1991. | 2001. | 2011. |
| ----- | ----- | ----- | ----- | ----- | ----- | ----- | ----- | ----- |
| 1.510 | 1.468 | 1.306 | 1.278 | 1.135 | 952   | 927   | 702   | 582   |